# Naenam-myeon
Naenam-myeon (koreanska: 내남면) är en socken i stadskommunen Gyeongju  i provinsen Norra Gyeongsang i den östra delen av Sydkorea, 280 km sydost om huvudstaden Seoul. 